# Белвідер (Нью-Джерсі)
Белвідер (англ. Belvidere) — місто (англ. town) в США, в окрузі Воррен штату Нью-Джерсі. Населення — 2520 осіб (2020).

## Географія
Белвідер розташований за координатами 40°49′47″ пн. ш. 75°4′24″ зх. д. / 40.82972° пн. ш. 75.07333° зх. д. (40.829802, -75.073337).  За даними Бюро перепису населення США в 2010 році місто мало площу 3,86 км², з яких 3,76 км² — суходіл та 0,10 км² — водойми.

## Демографія
Згідно з переписом 2010 року, у місті мешкала 2681 особа в 1054 домогосподарствах у складі 682 родин. Було 1140 помешкань
Расовий склад населення:
| - 96,0 % — білих - 1,6 % — чорних або афроамериканців - 0,8 % — азіатів - 0,1 % — корінних американців |

До двох чи більше рас належало 1,3 %. Частка іспаномовних становила 3,6 % від усіх жителів.
За віковим діапазоном населення розподілялося таким чином: 25,3 % — особи молодші 18 років, 62,3 % — особи у віці 18—64 років, 12,4 % — особи у віці 65 років та старші. Медіана віку мешканця становила 41,0 року. На 100 осіб жіночої статі у місті припадало 93,0 чоловіків;  на 100 жінок у віці від 18 років та старших — 88,5 чоловіків також старших 18 років.
Середній дохід на одне домашнє господарство  становив 66 880 доларів США (медіана — 56 221), а середній дохід на одну сім'ю — 76 587 доларів (медіана — 62 218). Медіана доходів становила 50 060 доларів для чоловіків та 40 982 долари для жінок. За межею бідності перебувало 8,4 % осіб, у тому числі 10,3 % дітей у віці до 18 років та 5,7 % осіб у віці 65 років та старших.
Цивільне працевлаштоване населення становило 1366 осіб. Основні галузі зайнятості: освіта, охорона здоров'я та соціальна допомога — 25,2 %, роздрібна торгівля — 12,4 %, виробництво — 9,4 %, науковці, спеціалісти, менеджери — 9,3 %.